# Histoire de Périgueux

Armes actuelles de la ville de Périgueux.

Vous lisez un « bon article » labellisé en 2015.
L'histoire de Périgueux inventorie, étudie et interprète l'ensemble des évènements, anciens ou plus récents, liés à cette ville française.
Si le lieu est habité depuis la Préhistoire, la première ville, nommée Vesunna, date de la Rome antique. Sous l'Empire romain, Périgueux devient une puissante cité de la Gaule aquitaine. Lors des invasions barbares, Vésone est détruite vers 410. Puis un nouveau centre fortifié, appelé le bourg du Puy-Saint-Front, se développe vers la fin du Xe siècle. Jusqu'au XIIIe siècle, le pouvoir politique est tout entier entre les mains de l'évêque, qui protège jalousement l'autonomie de sa ville. Il faut attendre 1250 pour voir la bourgeoisie contrebalancer son autorité, un siècle avant sa soumission définitive au royaume de France.
À la Renaissance, Périgueux continue à se développer et devient un carrefour commercial dans la région. Mais ce premier âge d'or est fauché par les guerres de religion, durant lesquelles une grande partie des marchands sont pillés. Durant la monarchie absolue, Périgueux reste une cité modeste en France, dont la principale richesse est sa situation en tant que carrefour commercial. Sous la Révolution, la ville devient officiellement le chef-lieu du département de la Dordogne.
Ce n'est que sous Napoléon que la ville connaît un essor urbain, lors de sa fusion en 1813 avec la commune de Saint-Martin. La Belle Époque marque l'essor de nombreuses industries — notamment la métallurgie et les ateliers de chemin de fer. La Seconde Guerre mondiale voit Périgueux, située en zone libre, être le centre de plusieurs réseaux de la Résistance.
À la sortie de la guerre, Périgueux se redresse rapidement sur les aspects urbain, économique et politique de la ville.

## Préhistoire
C'est durant l'Acheuléen puis surtout durant le Moustérien que sont apparus et se sont installés les premiers hommes ayant vécu sur l'actuel emplacement de Périgueux, au pied du plateau presque encerclé par l'Isle. De cette période, différents sites sont mis au jour sur le territoire communal de Périgueux, notamment aux Sept Fonts (rive droite), à la Croix du Duc, au Gour de l'Arche, aux Jambes, au Petit-Puy-Rousseau, au Toulon, ainsi qu'au nord des allées de Tourny. La vallée de l'Isle attire des populations animales et humaines de par ses ressources diverses, notamment ses massifs de calcaire riches en silex et ses grottes qui peuvent servir d'abris.
Situé au-dessus de l'importante source du Toulon, le site des Jambes a livré du Périgordien supérieur.

## Antiquité
En 700 av. J.-C., la vallée de l'Isle est occupée par les Ligures qui en sont chassés vers 500 av. J.-C. par les Ibères.
Vers 200 av. J.-C., « les Pétrocoriens habitent la région située entre la Dordogne et la Vézère », selon Venceslas Kruta. Ils s'installent pendant cette période sur les hauteurs en rive gauche de l'Isle et créent, sur les collines de l'Écornebœuf et de la Boissière, sur l'actuel territoire de Coulounieix-Chamiers, un camp fortifié à la Boissière, également connu sous le nom de « camp de César à la Curade »,. Entre les deux collines se trouve la fontaine sacrée des Jameaux, probablement dédiée à Ouesona, déesse-mère protectrice des eaux bienfaisantes d'après Claude Chevillot. Les Pétrocores sont installés en Gaule et non en Aquitaine, car avant la conquête romaine, ces deux territoires sont séparés par la rivière Garumna.

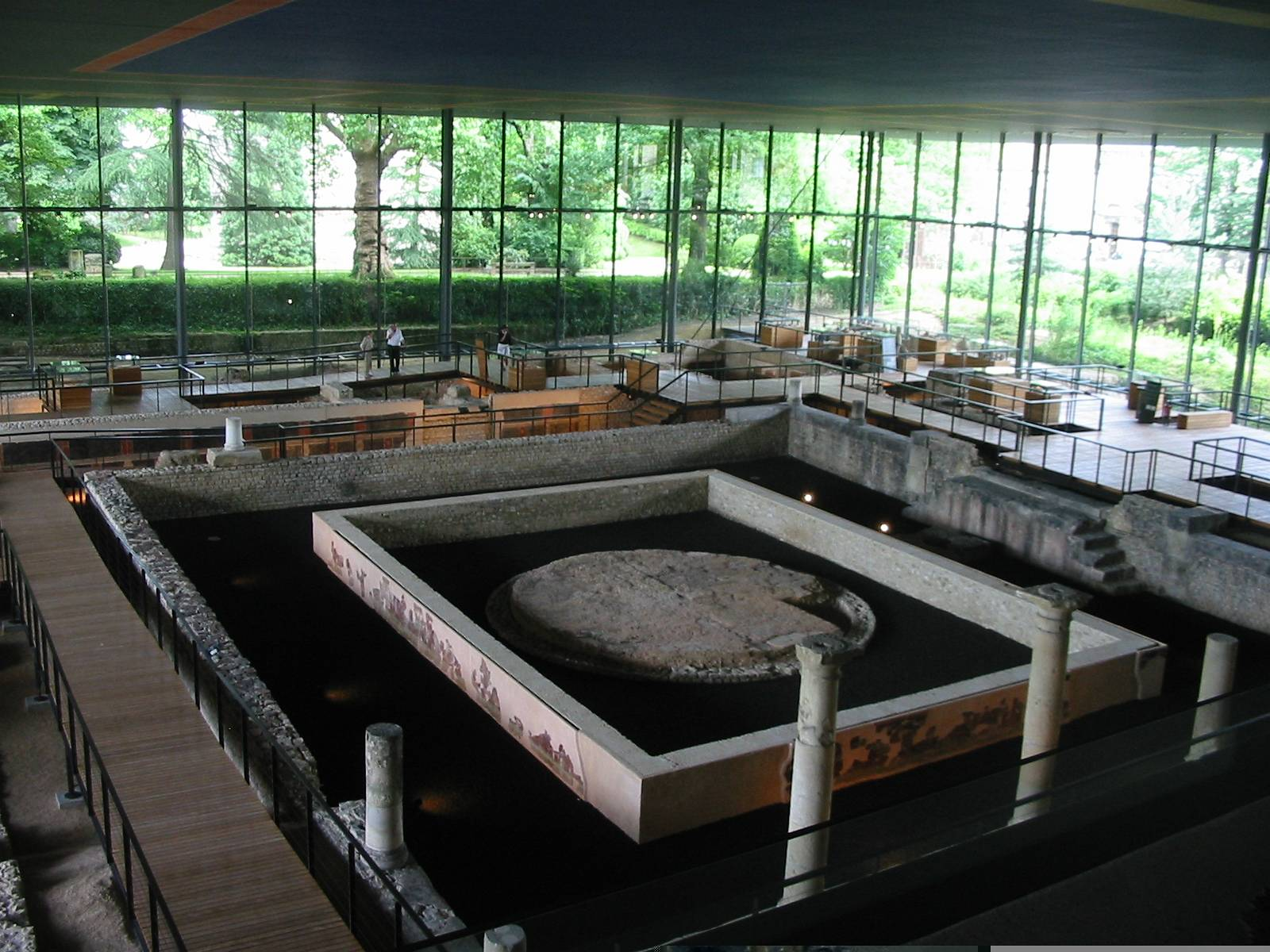
Intérieur du musée Vesunna, où l'on peut apercevoir les vestiges de la cité antique.

En 52 av. J.-C., Vercingétorix demande aux Pétrocores d'envoyer 5 000 guerriers, pour l'aider à affronter les légions romaines de Jules César.
En 27 av. J.-C., lors de l'organisation administrative de la Gaule effectuée par Auguste, Périgueux est placée dans la province aquitaine. L'oppidum de la Boissière est abandonné et la cité gallo-romaine municipe Vesunna, future Périgueux, est créée entre 25 et 16 av. J.-C. dans une boucle sur la rive droite de l'Isle. Elle bénéficie de la puissance publique romaine. À cette date, Vesunna fait partie des vingt-et-une cités de la province Aquitaine.
C'est au Ier siècle apr. J.-C. que la ville, en tant que cité romaine, connait son plus grand essor, principalement sur le point de vue de l'urbanisme, où les plus grands monuments publics sont construits d'après des plans romains, comme le forum, l'amphithéâtre et les thermes. Tout au long du IIe siècle, le chantier urbain se poursuit : on agrandit les bâtiments déjà érigés mais on construit également de plus en plus de domus. À la fin du IIIe siècle, à la suite de l'invasion attribuée aux Alamans, la cité romaine se rétrécit sur cinq hectares et demi, en se retirant sur un petit plateau derrière des remparts, édifiés entre 276 et 290. Intégrant la moitié nord-ouest de l'amphithéâtre de Vesunna, ces murailles sont construites par remploi d'éléments des monuments de la ville (des vestiges subsistent de ces remparts) et cette troisième cité prend le nom de Civitas Petrucoriorum (« cité des Pétrocores »), lieu qui va devenir « la Cité ». Cette enceinte compte à l'époque vingt-quatre tours, vingt-trois courtines et quatre portes, dont seulement deux subsistent aujourd'hui : la porte Normande et la porte de Mars,.
Selon le géographe Strabon, les Pétrocores travaillent beaucoup le fer.
Au début du Ve siècle, les Wisigoths ravagent Vésone, notamment ses édifices religieux, et s'installent sur le site, malgré la résistance organisée en l'an 407 par Pégase, l'occupant du siège épiscopal,. Vers 465, le roi des Wisigoths, Euric, martyrise l'évêque et interdit le culte catholique en fermant les lieux de culte et en supprimant l'évêché. Ce n'est qu'à partir de l'an 506 que l'évêque Chronope peut restaurer le culte et les églises.

## Moyen Âge

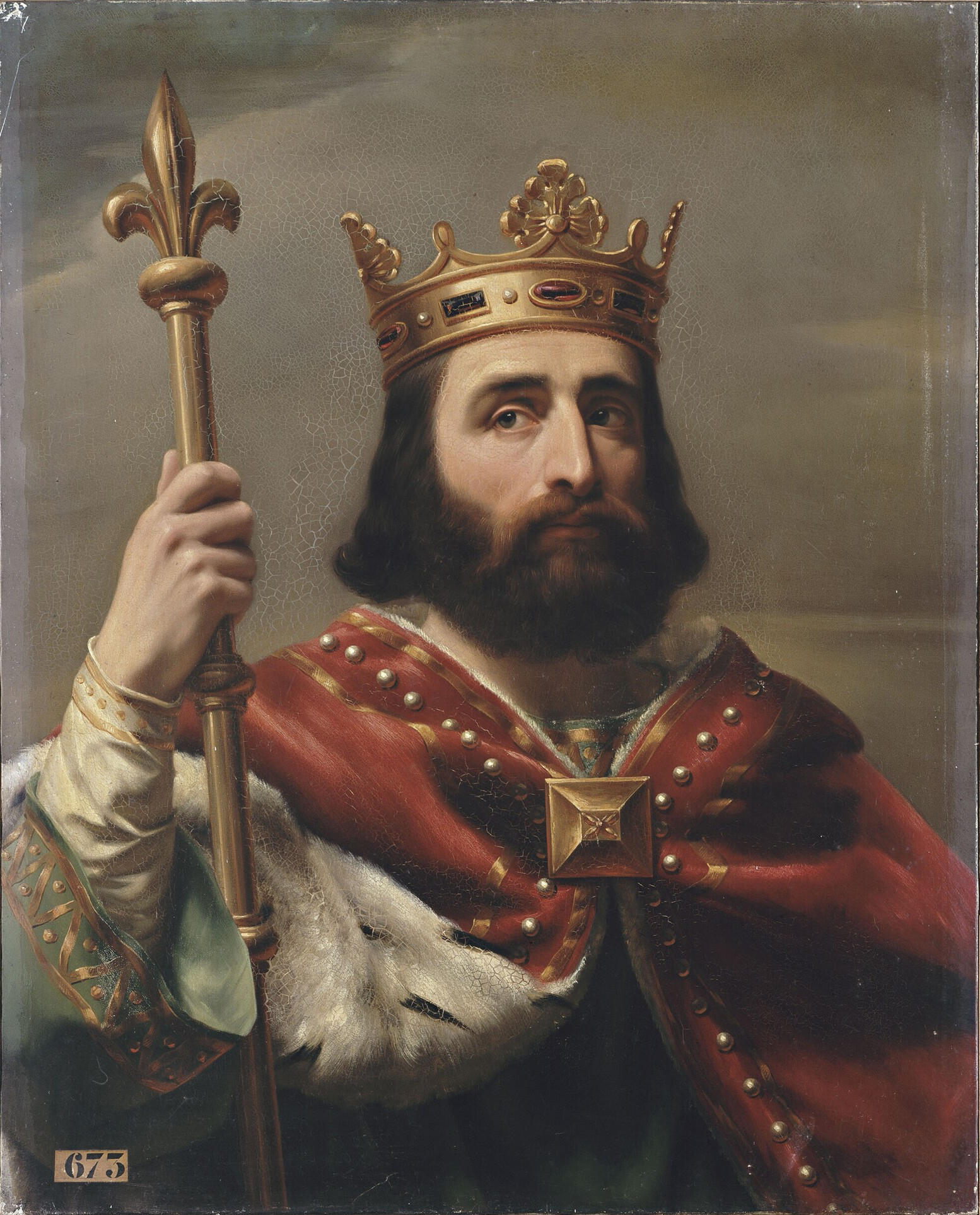
Portrait de Pépin le Bref, peint par Louis-Félix Amiel et commandé par Louis-Philippe pour le musée de l'Histoire de France (1837).

### Haut Moyen Âge

#### Domination franque des Saliens
Après le déclin de l'Empire romain d'Occident, les Francs dominent la région dès la fin du Ve siècle. De ce fait, la Cité devient chrétienne au VIe siècle, même si la diffusion de la religion a déjà atteint, en grande partie, la société urbaine.
Sous le règne des Mérovingiens, le territoire passe de main en main, provoquant ainsi de multiples disputes à propos des partages successoraux, qui opposent les descendants de Clovis, après sa mort en 511. Childebert Ier en hérite en premier, jusqu'à son décès en 558, après quoi les terres de Caribert Ier en 561, puis celles de Gontran en 567, sont intégrées au territoire de Vésone. Gontran défend, avec l'aide de l'Église et des habitants de Vésone, la cité contre les attaques violentes de son frère Chilpéric Ier et du bâtard de Clotaire Ier, Gondovald.
En 766, résultant du conflit avec Waïfre, le duc d'Aquitaine, Pépin le Bref exerce sa terreur dans le Périgord, et rase les remparts des villes, y compris celui de l'antique cité des Pétrocores.

#### Attaques normandes et apparition du Puy-Saint-Front
Entre 840 et 865, les Normands, remontant l'Isle, pillent et incendient à plusieurs reprises la Cité,. Vers la fin du Xe siècle, au nord-est et en bordure de l'Isle, autour d'un monastère que l'évêque Frotaire (977-991) avait fait construire en l'honneur de saint Front, se développe un nouveau centre fortifié, nommé à cette époque le « bourg du Puy-Saint-Front », composé essentiellement de marchands, d'artisans et de « laboureurs ». Pour se protéger des envahisseurs, les deux villes voisines édifient des murailles,.

### Moyen Âge central

#### La lutte entre l'Église et la noblesse
Vers 1040, Périgueux est perturbée par des troubles ayant pour cause la monnaie frappée par le comte de Périgord, Hélie II. Peu de temps après, l'évêque Girard de Gourdon, la considérant défectueuse et de mauvaise qualité et l'ayant interdite, le comte Aldebert II, fils d'Hélie II, décide de prouver, les armes à la main, qu'elle lui convient,. De ce fait, la Cité doit prendre part à une guerre longue et meurtrière contre le comte. Les quelques habitations placées sous la protection du nouvel établissement religieux du Puy-Saint-Front sont incendiées vers 1099 ; le couvent et le bourg ne tardent pas à être reconstruits.
De nombreux pèlerins viennent se recueillir sur le lieu où sont conservées les reliques de saint Front. Au XIIe siècle, le nombre de maisons s'accroît et l'agglomération est de plus en plus ample. Cependant, au fil du temps, les habitants du bourg se désunissent. Vers 1104, les bourgeois et les citoyens des deux communes voisines en viennent aux mains ; dans ce contexte de lutte, les bourgeois assassinent et jettent dans l'Isle Pierre de Périgueux, descendant d'une très ancienne famille de la Cité. Vers 1130, dans une querelle avec le couvent, une partie des bourgeois du Puy-Saint-Front s'allie avec le comte Hélie-Rudel. Cette situation attise sa convoitise, persuadé qu'après avoir conquis le Puy-Saint-Front, il lui serait plus facile de soumettre enfin la Cité, ce qu'aucun de ses ancêtres n'a réussi à faire. À la même époque, les comtes dominent le Puy-Saint-Front.

#### Allégeance au trône d'Angleterre ou à celui du roi de France?

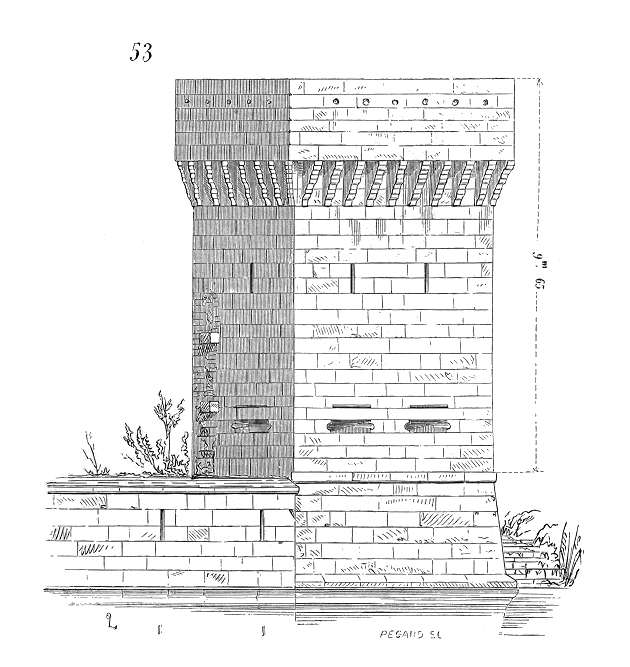
Dessin d'une tour carrée dépendant de la défense fort ancienne du Puy-Saint-Front, et qui fut reconstruite pour contenir des bouches à feu au rez-de-chaussée.

Vers 1150, Boson III, dit de Grignols, fait ériger une grande et forte tour, destinée à commander et surveiller la Cité, dont il vient de s'emparer. Mais cette tentative d'oppression lui est fatale, ainsi qu'à ses descendants, car elle excite la colère du roi Henri II d'Angleterre, devenu duc d'Aquitaine par alliance. La tour est détruite en 1182, époque à laquelle, à la suite d'un traité avec le comte Hélie V, le Puy-Saint-Front est remis entre les mains du fils d'Henri II d'Angleterre, Richard, qui fait détruire toutes les fortifications construites par lui et son prédécesseur. C'est à la même période, à la fin du XIIe siècle, que le « bourg du Puy-Saint-Front » s'organise en municipalité.
Après avoir confisqué le duché d'Aquitaine à Jean sans Terre et l'avoir réuni à la couronne de France, Philippe Auguste exige que les peuples et les grands de ce duché lui rendent hommage. Hélie V et les habitants de la future ville de Périgueux prêtent alors serment de fidélité au monarque français en 1204.

#### Contexte du traité d'alliance et naissance de Périgueux
Pendant de longues années, le Puy-Saint-Front et les comtes vivent en bonne intelligence. L'organisation municipale de cette ville est depuis longtemps reconnue et constituée par l'autorité royale. Quant à la Cité, elle ne rencontre aucune difficulté avec les comtes. Un premier accord entre les deux centres urbains est établi en 1217. L'état de paix dure jusqu'en 1239 ; une certaine confiance existe même entre le comte Archambaud II et la ville car, à cette époque, cette dernière lui verse 50 livres en échange de l'abandon de la rente annuelle de 20 livres, qu'elle lui devait à chaque Noël.
Pour assurer sauvegarde et assistance mutuelles, et pour que les rivalités s'éteignent, Périgueux naît en 1240, d'un traité d'union des deux bourgs implantés à quelques centaines de mètres l'un de l'autre : la Cité — issue de la Vésone gallo-romaine —, ville de l'évêque et du comte de Périgord, et la ville bourgeoise du Puy-Saint-Front.

#### Reprise des conflits nobles en Périgord
Entre les comtes de Périgord et la nouvelle ville, diverses hostilités durent jusqu'en 1250, date à laquelle la discorde est apaisée par l'évêque Pierre III de Saint-Astier. Au XIIIe siècle, de nouveaux bourgeois s'installent à Périgueux afin d'augmenter leur patrimoine foncier, en achetant des parcelles qui se libèrent, tout en profitant des rapports privilégiés qu'ils entretiennent avec leurs paroisses d'origine, où ils gardent encore des propriétés. Revenant dans la région de leurs ancêtres, des marchands drapiers viennent également se fixer à Périgueux, acquérant de nombreuses rentes et terres dans un large rayon autour de la ville. Le comte Archambaud III a d'autres démêlés avec Périgueux : en 1266, c'est à propos de la fabrication de la monnaie, et en 1276 au sujet de sa valeur. Cette lutte de pouvoir continue de génération en génération. Sur le principe, les comtes affectent la puissance souveraine, se prétendant seuls possesseurs du bourg du Puy-Saint-Front depuis le XIIe siècle, puis en allant chercher, au XIVe siècle, l'obtention de la faveur royale. Ces longs conflits prennent fin au XIVe siècle, lorsque le comte de Périgord, Roger-Bernard, fils d'Archambaud IV, devient le vassal des Anglais qui confirment les bourgeois de Périgueux (« Maires, Consuls & Citoyens de la Cité ») dans leurs possessions et leur juridiction, et que Charles VI envoie des troupes les secourir, après que ces bourgeois aient lancé des appels à la justice royale pendant plus de huit ans.

### Moyen Âge tardif

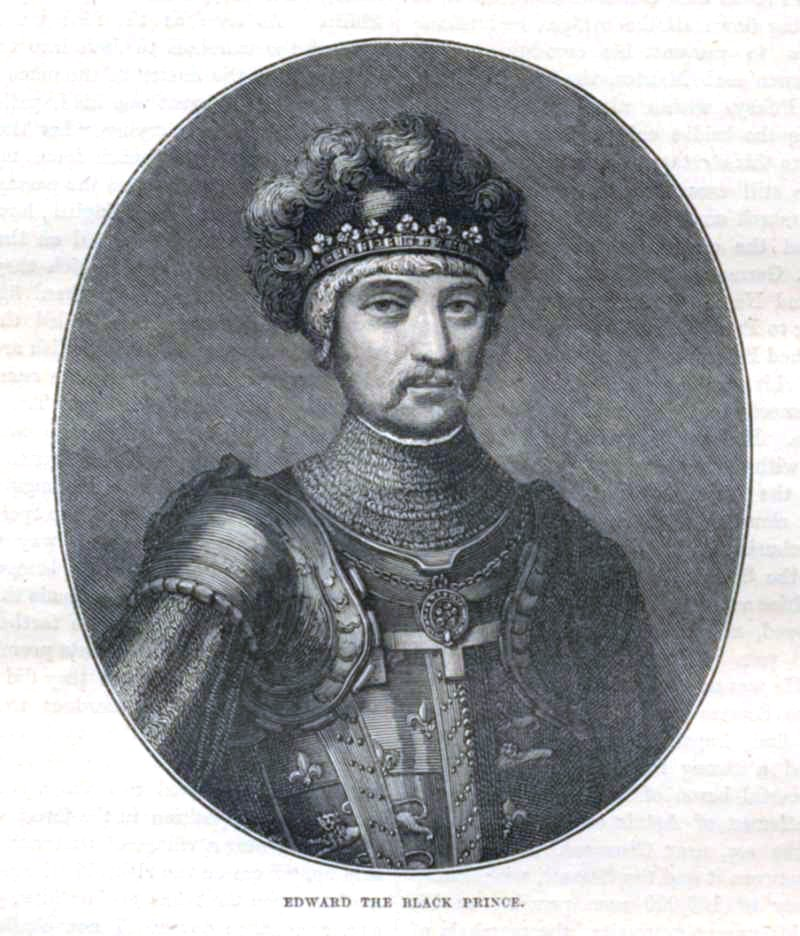
Portrait factice du Prince Noir, Cassell's History of England, 1902.

Le 16 avril 1321, de nombreux lépreux des environs sont internés à Périgueux, puis torturés avant d'être soit brûlés (les hommes), soit emmurés vivants (les femmes). En 1347, une crue de l'Isle emporte une partie des murailles du Puy-Saint-Front. Depuis le milieu du XIVe siècle, les campagnes autour de Périgueux connaissent une période de crise grave, marquée notamment par une très forte chute de la population due aux effets dévastateurs de la peste noire et de la guerre de Cent Ans. Pendant celle-ci, Périgueux reste fidèle au royaume de France, même lorsqu'elle est occupée par les Anglais entre 1360 et 1363. Les Périgourdins se soumettent dans ces années-là à l'autorité d'Édouard de Woodstock, surnommé le Prince noir, qui lève efficacement le fouage pour alimenter les caisses de la principauté d'Aquitaine ; juste sur l'année 1367, la ville a fait face à trois tailles et cinq fouages. Durant cette période, les comtes et leurs descendances, résidant le plus souvent dans leur château de Montignac, font allégeance au royaume d'Angleterre. Charles VI leur confisque terres et titres au profit de son frère Louis d'Orléans. Par cession ou par mariage avec la famille d'Orléans, le Périgord passe en 1437 aux mains de la maison de Châtillon, puis dans la maison d'Albret en 1481.
Le manque de bras entraîne une contraction de l'espace cultivé : au cœur même du vignoble de la paroisse Saint-Martin, apparaissent des « déserts ». Au XVe siècle, l'activité communale reprend et est dominée par les marchands, illustrée également par l'élaboration d'hôtels particuliers.

## Époque moderne

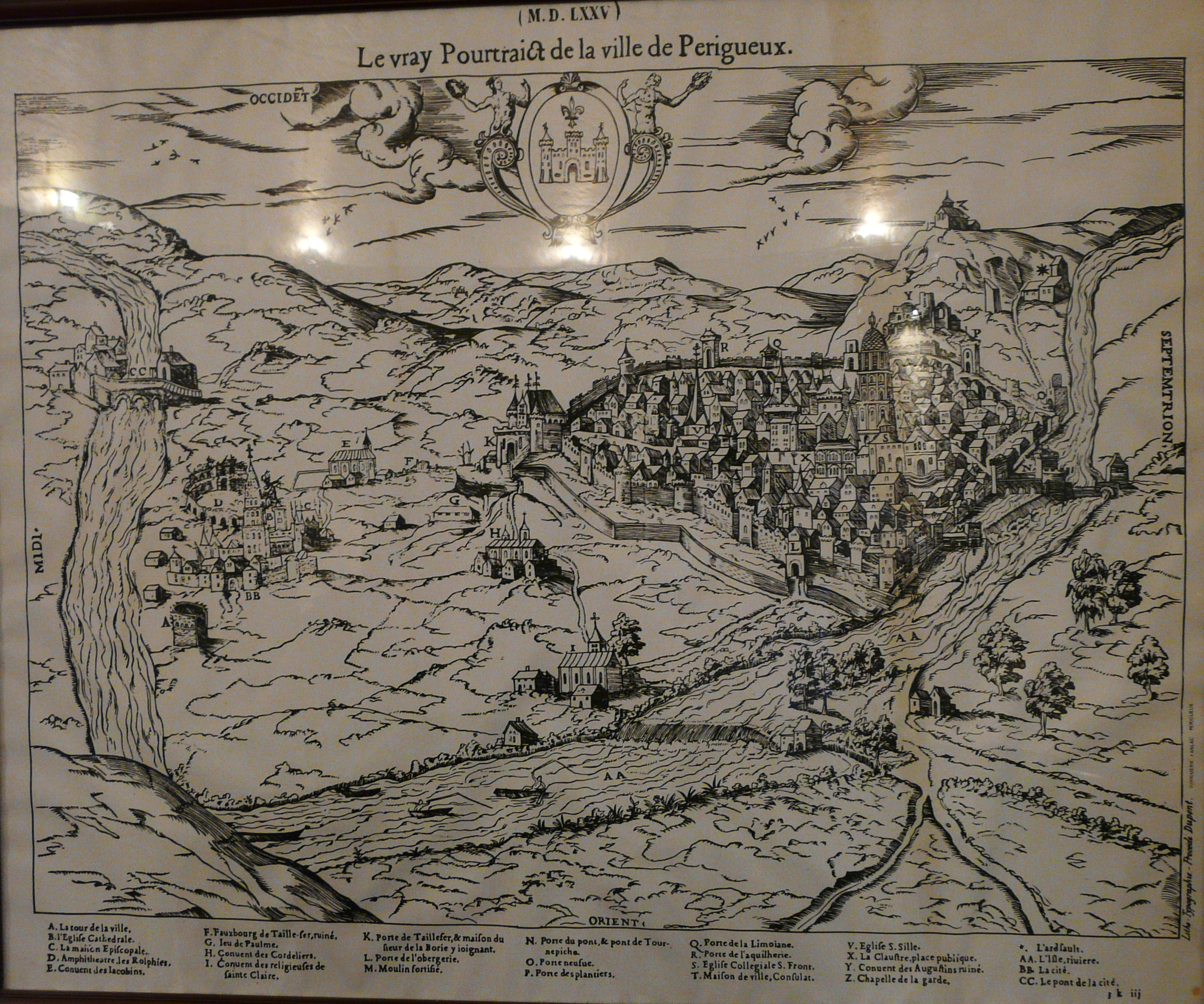
Le vray Pourtraict de la ville de Perigueux, dessin de 1575, typolithographié par Auguste Dupont.

En mai 1472, par ses lettres patentes, le roi Louis XI confirme les privilèges de la ville, à la suite de la mort de Charles, duc de Guyenne, son frère.
En 1524, la ville connaît une effroyable épidémie de peste. En 1530, les consuls de la ville décident de construire un collège. Pour cela, le maire et les consuls ont acheté la maison de Pierre Dupuy, le 7 octobre 1531. Le collège est cité en 1574 dans la Cosmographie universelle de tout le monde de François de Belleforest. Des jésuites chassés de Bordeaux arrivent à Périgueux en juillet 1589. Un accord est passé le 23 décembre 1591 entre les autorités de la ville avec le Père Clément, provincial des jésuites. Un accord sur la nouvelle maison d'éducation confiée aux jésuites est approuvé par Claudio Acquaviva, général des jésuites le 23 avril 1592. Le collège est fondé une seconde fois le 9 octobre 1592.
L'augmentation des impôts se poursuit, notamment celle de la gabelle ; elle devient insupportable aux habitants de Périgueux si bien qu'ils se révoltent en 1545.
Les guerres de religion sont plus meurtrières pour Périgueux que ne l'a été la guerre de Cent Ans. Périgueux est prise le 6 août 1575 par les calvinistes,, commandés par Favas et Guy de Montferrand, puis pillée et occupée. Leur stratégie consiste à entrer dans la ville avec des soldats déguisés en paysans. Cette même année, au Puy Saint-Front, la châsse et le reliquaire contenant les restes du saint évêque sont volés, transportés au château de Tiregand où les ossements du saint sont jetés dans la Dordogne. Périgueux reste entre les mains des protestants pendant six ans, jusqu'en 1581, année où le capitaine Belsunce, gouverneur de la ville, se la laisse enlever par le catholique Jean de Chilhaud. Le Périgord rejoint la couronne de France en 1589, lorsque son dernier comte, fils de Jeanne d'Albret, devient roi de France sous le nom de Henri IV.
Au XVIIe siècle, sous le règne de Louis XIII, la ville est à la frontière d'une région soumise aux rebelles, qui s'étend jusqu'au sud du territoire correspondant à l'actuel département de la Dordogne. En 1636, lors des jacqueries des croquants, Périgueux subit donc des révoltes paysannes mais ne fait pas partie des villes ou châteaux, comme Grignols, Excideuil puis Bergerac, qui sont pris par les paysans durant cette époque. Ceux-ci ont pour objectifs de faire entrer 6 000 hommes dans Périgueux, de voler les canons et de poursuivre les gabeleurs. Le 1er mai, la ville est rapatriée derrière ses remparts et résiste à l'attaquant. La grande armée paysanne garde jour et nuit la ville et séjourne autour des fortifications pendant trois semaines, barricadant le pont pour empêcher l'arrivée des troupes de Jean Louis de Nogaret de La Valette, duc d'Épernon, commandées par son fils Bernard de Nogaret de La Valette. La-Mothe-La-Forêt, l'obscur gentilhomme ayant dirigé cette armée des « communes », est finalement victorieux lorsque le consensus déclare une paie des paysans.
En octobre 1651, lors de la Fronde, Périgueux accueille les troupes du prince de Condé. En août 1653, pendant la guerre des Lorrains, elle reste la seule ville du Sud-Ouest hostile au roi, situation qui dure jusqu'au 16 septembre suivant, lorsque ses habitants mettent dehors les frondeurs. En gratitude, les magistrats de la ville exaucent officiellement leurs vœux, aboutissant à un pèlerinage pour Notre-Dame-des-Vertus. C'est en 1669 que le siège cathédral passe de Saint-Étienne-de-la-Cité, ruinée, à la cathédrale Saint-Front, ancienne église de l'abbaye du même nom. En automne 1698, la misère des dernières années, devenue insupportable, amène l'évêque de Périgueux à en appeler à « la bonté du Roy ».
Les 5 et 6 mars 1783, la ville connaît une des plus importantes crues de l'Isle. L'eau s'élève jusqu'à 5,21 mètres, record de crue enregistré pour Périgueux, noyant la chaussée du pont Saint-Georges. En 1789, le clergé, la noblesse et le tiers état viennent de toute la province afin d'élire leurs députés aux États généraux. Après la création des départements en 1790, l'assemblée départementale se réunit alternativement à Bergerac, Périgueux et Sarlat. Périgueux devient définitivement le chef-lieu de la Dordogne en septembre 1791.

## Époque contemporaine

### XIXesiècle

#### Du Premier Empire à la monarchie de Juillet
Les Guerres napoléoniennes mobilisent à Périgueux de nombreux jeunes. Elles permettent à certaines personnalités de s'illustrer, comme le général Pierre Daumesnil, le marquis Antoine Pierre Joseph Chapelle, le maréchal Thomas-Robert Bugeaud et le chef de bataillon Jean Plumancy. Cette mobilisation et ces réquisitions entraînent une hausse des impôts. La plupart des conscrits périgourdins sont morts sur le champ de bataille et le peu d'hommes qui sont revenus sont rentrés blessés à vie. À la suite de cela, de nombreuses manifestations de protestations ont lieu devant l'hôtel de préfecture de la Dordogne.
Sous le Premier Empire, la ville, siège de la préfecture, s'agrandit en 1813 en fusionnant avec l'ancienne commune de Saint-Martin.
En 1815, les députés périgourdins sont pour la plupart dans les rangs des Ultras, faisant face au petit nombre de monarchistes libéraux élus à partir de 1824 : ainsi, la Dordogne se situe plus dans l'opposition au ministère Joseph de Villèle. À la fin des années 1820, ils soutiennent le ministère Jean-Baptiste de Martignac puis s'opposent à celui de Jules de Polignac. En décembre 1836, une importante crue de l'Isle emporte le barrage du moulin de Saint-Front sur une vingtaine de mètres (70 à 80 pieds), et le 15 janvier 1843, la rivière atteint un niveau comparable à la crue, record, de 1783.

#### Deuxième République
À l'élection présidentielle de 1848, les Périgourdins votent massivement pour Napoléon III (88,5 % des suffrages exprimés). Après le coup d'État de 1851, la proclamation du Second Empire le 2 décembre est approuvée largement à Périgueux ; 78 % de la population du département dit « oui » en 1851 et 78,3 % en 1852. Les Périgourdins restent attachés rudement au régime bonapartiste, élisant toujours les candidats déclarés officiellement par l'Empereur. Ensuite, 77,7 % des inscrits en Dordogne approuvent la libéralisation du régime lors du plébiscite du 8 mai 1870.

#### Belle Époque

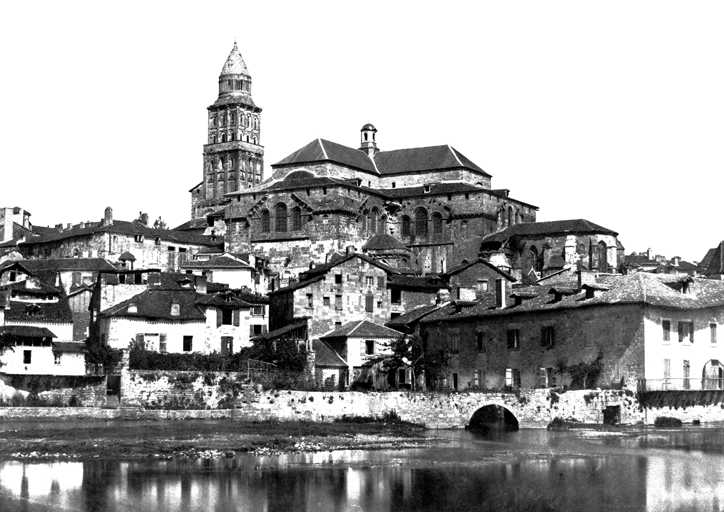
La cathédrale Saint-Front avant sa restauration par Paul Abadie. Photo prise par Médéric Mieusement avant 1893.

Après la fusion de Saint-Martin et de Périgueux en 1813, la population de la ville double en une quarantaine d'années (13 547 habitants sont recensés en 1851). La ville se dynamise par le progrès des voies de communication fluviale et routière. Le fait que Périgueux ait été choisie comme préfecture provoque l'accroissement du nombre de fonctionnaires et des professions libérales, du commerce et des services publics. Périgueux détrône alors la ville de Bergerac, jusqu'ici première ville du Périgord, au niveau de la croissance économique. Cependant, son activité économique principale reste l'agriculture jusqu'au XXe siècle.
En 1857, Périgueux voit l'arrivée du chemin de fer venant de Coutras et à partir de 1862, l'installation des ateliers de réparation des locomotives et des voitures de la Compagnie du Paris-Orléans. Cette activité survit encore au début du XXIe siècle dans le quartier du Toulon. La ligne Périgueux-Coutras est complétée par l'arrivée de liaisons avec Brive-la-Gaillarde en 1860, Limoges en 1862 et Agen en 1863 : elle devient alors la ville de la Dordogne ayant le plus de connexions ferroviaires. C'est aussi au XIXe siècle que deux architectes œuvrent à Périgueux. Louis Catoire construit le Palais de justice, le marché couvert du Coderc et le Théâtre — aujourd'hui disparu — et divers immeubles de la place Bugeaud. Paul Abadie restaure la cathédrale Saint-Front.
Périgueux se dépeuple de plus en plus entre 1866 et 1911, les périgourdins étant attirés par les métropoles comme Bordeaux et Paris. Ceci entraîne donc une baisse ressentie de la population locale, en prenant aussi en compte la guerre franco-prussienne de 1870 et le faible taux de natalité, dépassé par celui de la mortalité. Néanmoins, la population augmente, équilibrée avec la forte émigration.
À partir des années 1880, Périgueux connaît un déclin de la vieille sidérurgie, appuyé par la crise viticole. La productivité des industriels s'effondre, mais aucun système moderne de la seconde révolution industrielle ne rééquilibre ce déficit.

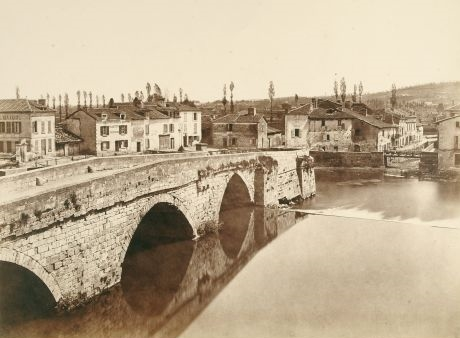
Le faubourg des Barris en 1860.
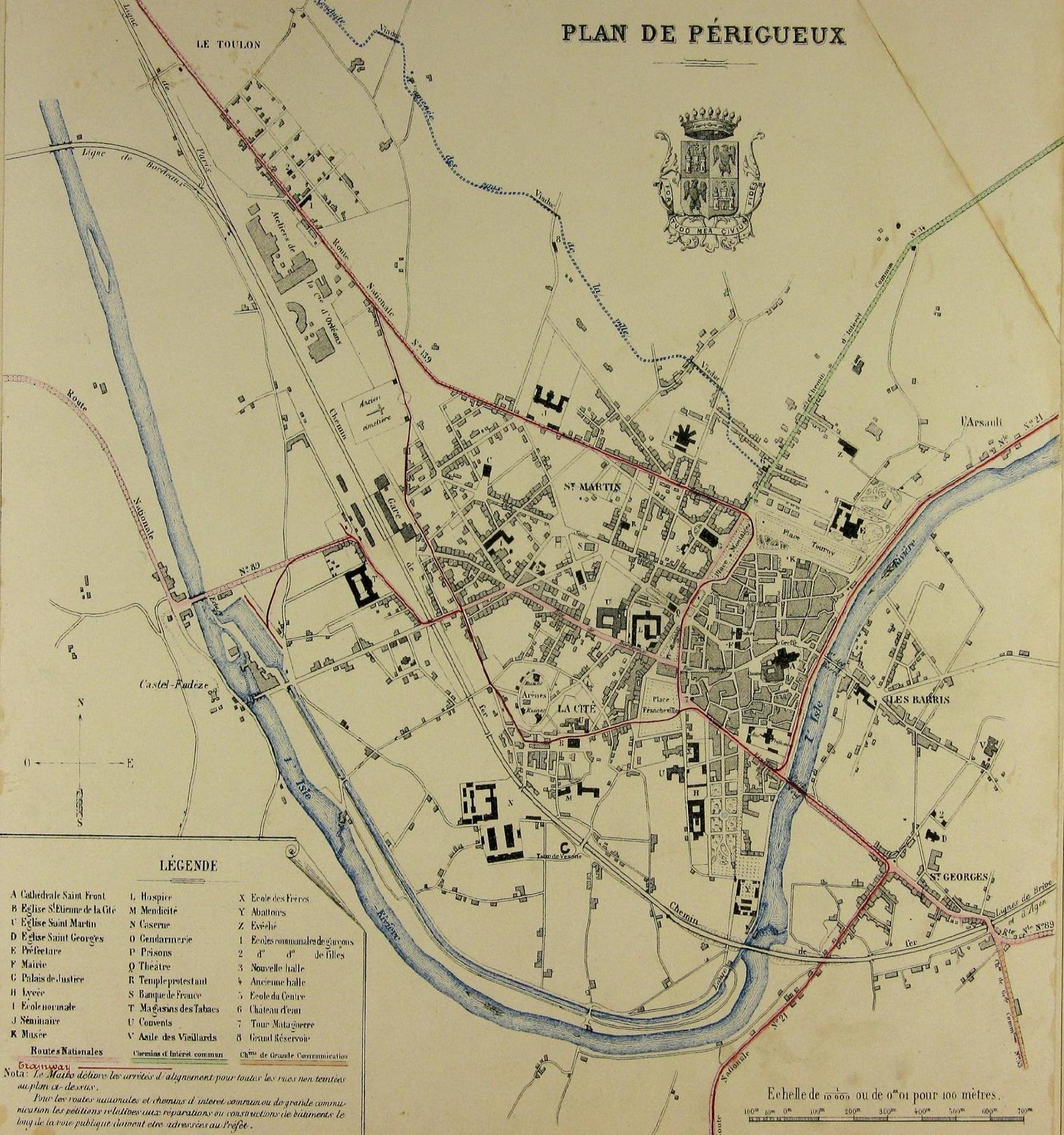
Périgueux en 1880.
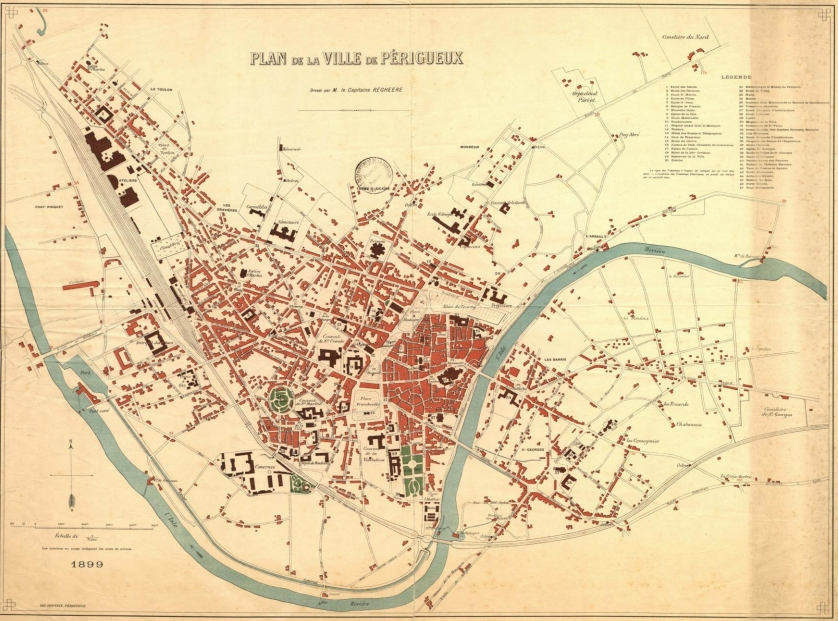
Périgueux en 1899.
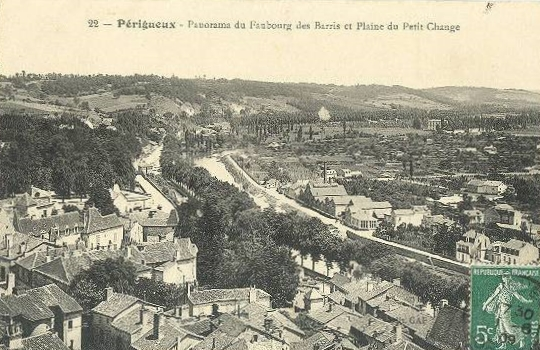
Le faubourg des Barris en 1909 (à droite, dans la plaine).

### Première Guerre mondiale
Dès l'été 1914, de nombreux paysans quittent leurs champs en pleine période de moisson. Les Périgourdins contribuent à la construction d'obus  dans les ateliers de la Compagnie du Paris-Orléans notamment, mais ne participent pas à la guerre de tranchées. Viennent ensuite des mouvements de grève entre 1917 et 1918. Même si Périgueux est située dans un milieu rural et que ses citadins sont loin de vivre une période de famine, les premières cartes de ravitaillement sont délivrées à la mairie en 1918.

### Entre-deux-guerres: «Périgueux La Rouge»
L'idéologie léniniste n'affecte qu'une minorité des habitants de Périgueux. Aux élections législatives de 1919, les Périgourdins votent, comme la plupart des Français, pour les candidats opposés au bolchevisme. Lors des municipales de 1919, les socialistes remportent ces élections, et Paul Bouthonnier devient maire de Périgueux. Ces changements politiques valent à la ville son surnom de « Périgueux La Rouge » dans l'entre-deux-guerres. En 1920, les grèves se multiplient, mais se terminent en mai de cette année à la suite de la suspension de postes de 2 047 cheminots, soit 71 % des effectifs totaux des ateliers. Le parti communiste (PC) prend ensuite le pouvoir politique à Périgueux, avec Marcel Delagrange en 1921. L'industrie représente dans ces années-là 13 % des emplois périgourdins.

### Seconde Guerre mondiale
En 1939, à la suite de l'avancée des forces allemandes en Alsace et en Lorraine, les habitants de ces deux régions sont évacués et répartis dans le Centre-Ouest et le Sud-Ouest de la France. Le 4 septembre 1939, le docteur Félix Gadaud, sénateur-maire de Périgueux annonce l'arrivée de réfugiés alsaciens « à la cadence de 3 000 par jour ». Périgueux accueille ainsi, dès le 5 septembre 1939, des milliers d'Alsaciens en provenance de Strasbourg et de dix-neuf communes des alentours,. La mairie de Strasbourg s'installe au 2 rue Voltaire, dans les locaux de la Chambre de commerce,. Le club de football de Strasbourg, le Racing Club est reformé sous statut amateur à Périgueux pour la saison 1939-1940, et y remporte le titre de champion de Dordogne. Les services administratifs repartent à Strasbourg en juillet 1940, mais le maire, Charles Frey, reste à Périgueux jusqu'au 28 novembre 1944.

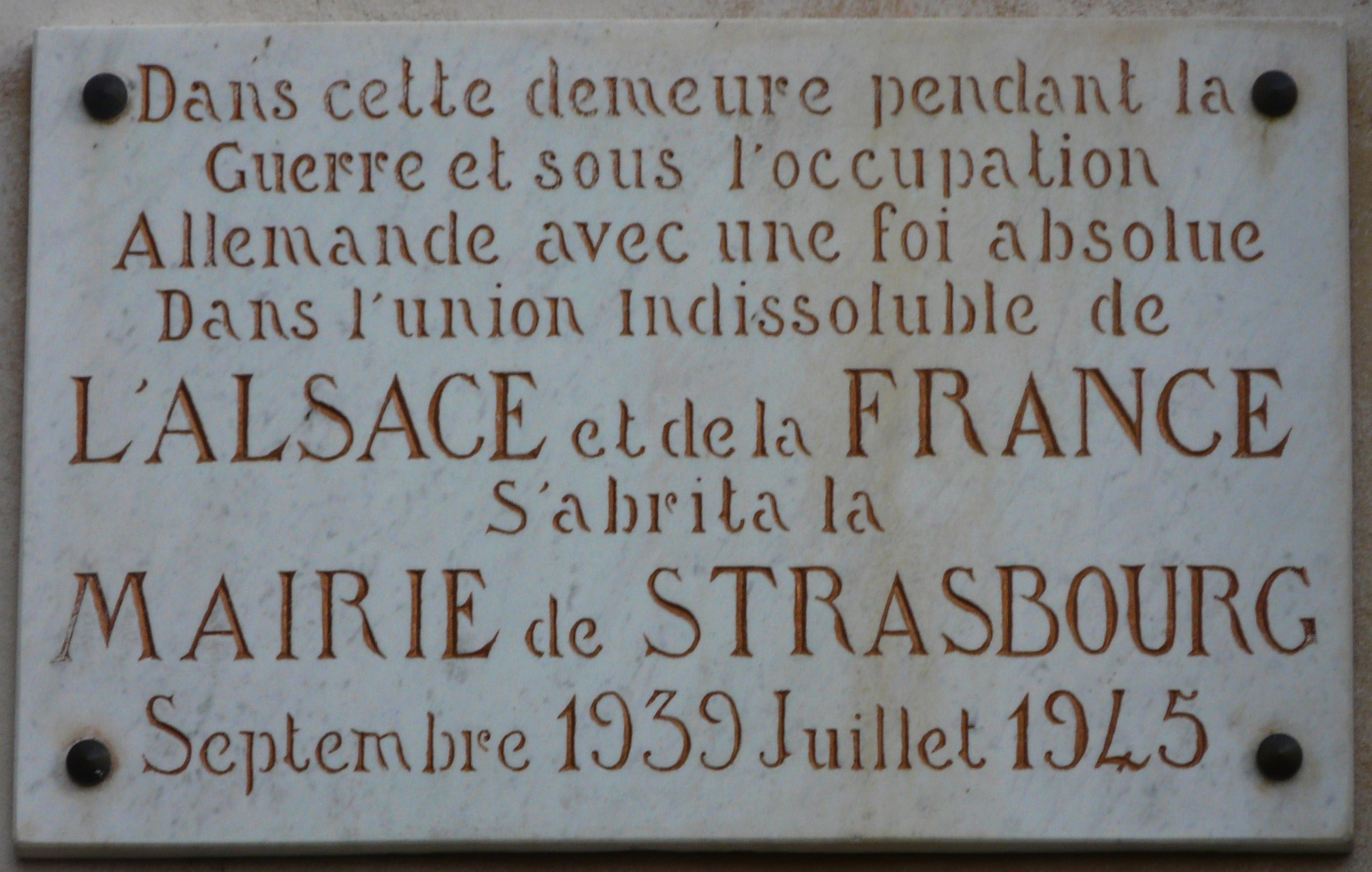
Plaque commémorant l'installation de la mairie de Strasbourg à Périgueux.

Parmi la population alsacienne réfugiée en Dordogne et particulièrement à Périgueux, la proportion de Juifs est grande car en tant qu'Alsaciens, beaucoup sont évacués dès 1939 par le gouvernement français et ceux qui restent sont expulsés par les nazis de l'Alsace annexée dès juillet 1940. En décembre 1940, 12 000 Juifs trouvent refuge en Dordogne. Un rabbin, Elie Cyper — qui mourra en déportation en 1944 — est nommé à Périgueux comme adjoint au rabbin de Périgueux Victor Marx, débordé par l'afflux de réfugiés. 1 200 Juifs réfugiés en Dordogne périssent en déportation ou fusillés malgré le secours de la population périgourdine.
Les régiments dissous sur le territoire français sont autorisés à organiser l'Armée d'armistice en zone libre, pour maintenir l'ordre. Le 26e régiment d'infanterie devient donc en août 1940 le nouveau régiment de la Dordogne, à Périgueux. Progressivement, la Résistance apparaît dans la ville : mouvements et réseaux se créent, pour la confection et la diffusion, par exemple, de faux-papiers ou de journaux clandestins. Les résistants, engagés dans l'armée, organisent des sabotages et des attentats. Après avoir servi de dépôt de munitions pour la Résistance, l'Institution Saint-Joseph sert de lieu de réunion où, en juin 1942, est fondé le mouvement de résistance Combat qui organise le maquis A.S. local, forme le 50e et le 26e R.I.,,.
Le 3 octobre 1942, le premier attentat par explosif endommage le kiosque de la Légion française des combattants de la ville, situé place Bugeaud, et provoque une fracture entre les gaullistes et les pétainistes. Les effets de la politique collaborationniste de Vichy finissent par dégrader la popularité de Philippe Pétain, entraînant un certain nombre de poilus dans la Résistance. Le 11 novembre 1942, les troupes allemandes envahissent la zone libre. Les convois allemands entrent dans la ville et s'installent dans le quartier Daumesnil, contraignant le 26e régiment d'infanterie à se dissoudre six jours plus tard. La Gestapo emménage sur l'actuelle place du Général-de-Gaulle et fait partie de l'administration locale de l'époque, aidée par Paul Lapuyade, délégué départemental de la Légion des volontaires français, qui collecte de nombreux renseignements pour les nazis.
En représailles à la mort de deux officiers allemands à Paris, sur le pont des Arts, l'État français fait arrêter sur demande des autorités allemandes 2 000 Juifs en France ; 84 d'entre eux sont arrêtés en Dordogne du 23 au 28 février 1943, dont 69 sont internés à Périgueux au gymnase Secrestat, avant d'être transférés dans les camps d'internement de Drancy, Gurs et Nexon. La Résistance s'intensifie courant 1943, provoquant un attentat à la bombe le 9 octobre, qui vise pour la première fois les Allemands, en choisissant comme cible le siège de la Gestapo. Mais des représailles sont immédiatement déclenchées, entraînant l'arrestation de dix-sept résistants et la déportation de la plupart d'entre eux. Le 9 novembre, un nouvel attentat, dirigé contre les Allemands au bureau principal de la gendarmerie, occasionne de nombreux dégâts matériels et des blessés. Une opération répressive est aussitôt organisée, visant majoritairement les Juifs, dont 1 672 sont recensés dans l'arrondissement et 700 dans la ville même. Un important sabotage impulsé par le comité régional des Francs-tireurs et partisans, réalisé par des hommes du Camp Wodli, met hors d'usage, le 13 décembre 1943, une des plus puissantes grues de levage de France, stationnée pour réparation aux ateliers de la SNCF de Périgueux,.
Le 10 mai 1944, la milice et la police de Vichy arrêtent et regroupent 211 personnes dans la salle du Palace, puis les transfèrent vers les chantiers du mur de l'Atlantique, pour y effectuer des travaux forcés, les internent en Haute-Vienne ou les déportent vers l'Allemagne.

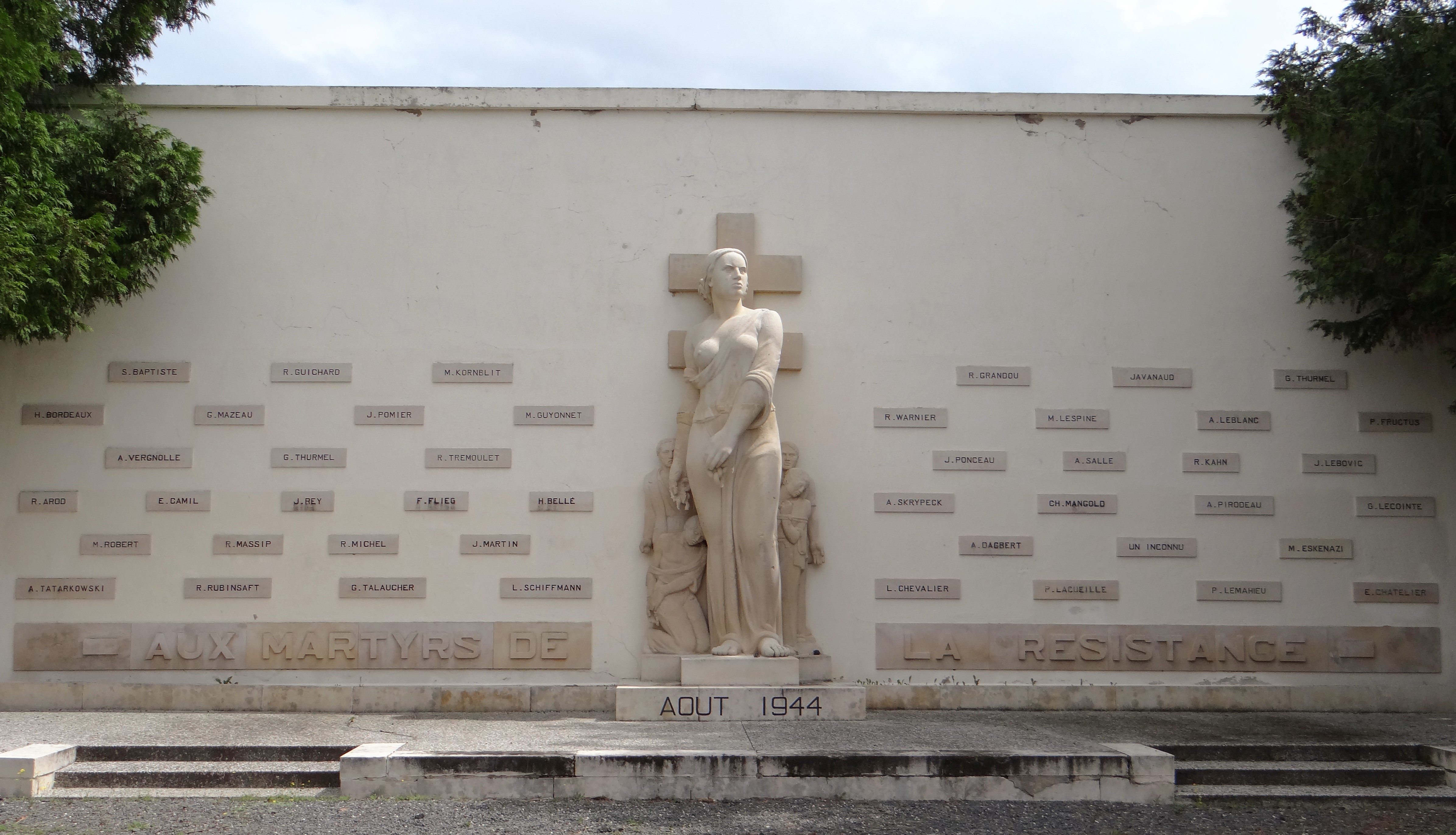
Mur des fusillés de Périgueux à la mémoire des 45 résistants fusillés du mois de juin au 17 août 1944, rue du 5e régiment de chasseurs. Un hommage leur est rendu chaque 19 août, jour de la libération de Périgueux.

Le jour J, les Alliés débarquent en Normandie. Les résistants périgourdins s'attaquent alors à des objectifs militaires afin de paralyser l'ennemi. Les Allemands contre-attaquent en tuant plus de 500 civils. Face à cette situation, l'état-major des Forces françaises de l'intérieur, nouvellement constitué, fixe aux Allemands un ultimatum au 17 août, mais il n'obtient aucune réponse. Le 18 août, un plan d'encerclement de Périgueux est en cours. Dans le même temps, le débarquement de Provence provoque un dénouement soudain pour la ville : Hitler décide le retrait de ses troupes basées dans le Sud de la France. Après avoir fusillé, dans un premier temps, 35 résistants emprisonnés jusqu'alors dans le quartier Daumesnil, puis 14 autres qui avaient été internés, les Allemands abandonnent la ville, sans destruction ni combat, le 19 août 1944.

« Tout ce qui a été souffert ici pour la Patrie, tout ce qu'on a voulu espérer pour la Patrie, tout ce qu'on a offert à la Patrie, quel trésor magnifique ! C'est peu dire que nous ne l'oublierons pas. »

— Charles de Gaulle, mur des Fusillés au quartier Saint-Georges, 5 mars 1945

### Après-guerre, la Quatrième République
Après de fortes pluies entraînant une fonte des neiges accélérée, l'Isle entre en crue centennale et atteint son maximum à 4,50 mètres le 8 décembre 1944, faisant 7 000 sinistrés et inondant un tiers de Périgueux.
En 1945, Hans Kowar, un prisonnier de guerre allemand travaille en Bergeracois, à Nastringues, dans une ferme appartenant à la famille du prêtre Henri Cellerier, qui enseigne la langue allemande à Périgueux. Les deux hommes se lient d'amitié et, revenu chez lui, Kowar fait découvrir sa ville, Amberg, à Cellerier. Dès 1961, une délégation municipale périgourdine se rend à Amberg et le jumelage est officialisé le 2 octobre 1965. L'Association des amis d'Amberg est créée en 1993 pour donner lieu jusqu'à aujourd'hui à de nombreux échanges entre étudiants, comme celui qui a lieu chaque année encore, entre le collège Clos-Chassaing et l'Erasmus Gymnasium.
En 1946, les Périgourdins votent majoritairement « oui » au projet de Constitution du 19 avril. À l'occasion des élections législatives de juin, les communistes sont en tête de liste dans le canton de Périgueux, car le parti communiste français (PCF) joue un rôle important dans la Résistance périgourdine lors de la Seconde Guerre mondiale. De plus, Périgueux adopte le 13 octobre 1946 la Constitution de la Quatrième République, mais 36,2 % des Périgourdins ne se rendent pas aux urnes ce jour. Entre 1946 et 1958, Périgueux n'est pas impressionnée par le début de parcours de Charles de Gaulle.

### Depuis le début de la Cinquième République
À partir du référendum du 28 septembre 1958 jusqu'au début des années 1970, la Dordogne est influencée par la puissante majorité périgourdine de gauche,.
Le 1er mars 1960, l'Advanced Section, Communications Zone (ETO) réorganise l'Europe et commande tous les dépôts d'approvisionnement et de munitions en France, dont un des postes se situe à Périgueux. En 1964, le 5e régiment de chasseurs à cheval s'installe dans le quartier Daumesnil. Rattaché à la 15e division d'infanterie en 1977, il intervient au Liban entre 1986 et 1993 et en Yougoslavie de 1992 à 1994, année où il est dissous et quitte donc Périgueux.
Pendant les années 1950 à 1970, le faubourg des Barris se développe sur la rive gauche de l'Isle. En 1970 est créé un secteur sauvegardé qui englobe une part majeure du Puy-Saint-Front.
En 1971, la droite reprend la majorité à Périgueux, avec le gaulliste Yves Guéna.
En 1987, le secteur primaire ne représente plus que 17 % des actifs périgourdins, contre 49 % en 1954, à la suite de la mécanisation de la productivité. Les exploitations agricoles se font de plus en plus rares. Tandis que le fermage connait son apogée, le métayage disparaît. Les cultures commerciales traditionnelles, quant à elles, restent dynamiques sur le marché local. Les Trente Glorieuses n'ont pas affecté l'industrie locale, car le nombre de travailleurs n'a pas cessé d'augmenter.
À la suite de l'évacuation de 1939 des 80 000 Alsaciens en Dordogne et principalement à Périgueux pour les Strasbourgeois, 20 % restent en Périgord. De ce fait, des relations naissent ; Périgueux et Strasbourg concluent un accord de coopération en 2008, après délibération par le conseil municipal de Périgueux,. Située dans le parc, en face du lycée Bertran-de-Born, une stèle marque la reconnaissance de Strasbourg à Périgueux pour l'accueil des réfugiés pendant la Seconde Guerre mondiale.